# Dichostates pygmaeus
Dichostates pygmaeus är en skalbaggsart som beskrevs av Teocchi 2001. Dichostates pygmaeus ingår i släktet Dichostates och familjen långhorningar. Inga underarter finns listade i Catalogue of Life.